# Новиков, Виктор Иванович
Ви́ктор Ива́нович Но́виков (19 января [1 февраля] 1912, Москва, Российская империя — 28 августа 1971, Москва, РСФСР, СССР) — советский футболист, футбольный тренер, Заслуженный мастер спорта СССР (1951). Сын Владимир — футболист, судья.

## Карьера
Воспитанник московского футбола — начинал играть в команде «Строитель». Позднее выступал за «Казанку», «Динамо-2» (вместе с Качалиным и Чернышёвым), «Локомотив», «Крылья Советов», «Профсоюзы-2» и «Зенит» (заводская команда «Опытного механического завода»).
В 1942 году вместе с моторостроительным заводом эвакуирован в Куйбышев, где начал играть в только что созданной команде «Крылья Советов».
В 1945 году присвоено звание мастер спорта, за выступления в течение трёх сезонов в группе «А» 1937—1940.
В 1945—1946 годах — капитан команды, под его руководством команда вышла в высшую лигу.
В 1951 занял с донецким «Шахтёром» 3-е место чемпионата СССР, за что получил звание заслуженного мастера спорта.
В 1960—1962 годах тренер минского клуба «Беларусь» (позже переименованного в «Динамо»). Новиков собрал практически новую команду под названием «Беларусь», получившую место в классе «А». В неё для усиления были приглашены опытные москвичи Денисенко, Арбутов, Терехов из «Торпедо», полузащитник «Динамо» Жуков. «Беларусь» отметилась очень хорошим стартом — 5 побед в 5 матчах, среди обыгранных оказались такие гранды, как московский «Спартак», «Шахтёр», киевское «Динамо».

## Клубная статистика
| Выступление        | Выступление      | Выступление      | Лига | Лига | Кубки | Кубки | Прочие | Прочие | Итого | Итого |
| Клуб               | Лига             | Сезон            | Игры | Голы | Игры  | Голы  | Игры   | Голы   | Игры  | Голы  |
| ------------------ | ---------------- | ---------------- | ---- | ---- | ----- | ----- | ------ | ------ | ----- | ----- |
| Динамо–II          | -                | 1936             | —    | —    | 3     | 0     | —      | —      | 3     | 0     |
| Динамо–II          | Итого            | Итого            | —    | —    | 3     | 0     | —      | —      | 3     | 0     |
| Локомотив (М)      | группа «А»       | 1937             | 3    | 0    | 4     | 1     | —      | —      | 7     | 1     |
| Локомотив (М)      | группа «А»       | 1938             | 6    | 0    | —     | —     | —      | —      | 6     | 0     |
| Локомотив (М)      | Итого            | Итого            | 9    | 0    | 4     | 1     | —      | —      | 13    | 1     |
| Крылья Советов (М) | группа «Б»       | 1939             | 16   | 4    | —     | —     | —      | —      | 16    | 4     |
| Крылья Советов (М) | группа «А»       | 1940             | 21   | 3    | —     | —     | —      | —      | 21    | 3     |
| Крылья Советов (М) | Итого            | Итого            | 37   | 7    | —     | —     | —      | —      | 37    | 7     |
| Профсоюзы-2        | группа «А»       | 1941             | 1    | 0    | —     | —     | —      | —      | 1     | 0     |
| Профсоюзы-2        | Итого            | Итого            | 1    | 0    | —     | —     | —      | —      | 1     | 0     |
| Зенит (М)          | -                | 1941             | —    | —    | —     | —     | 1      | -5     | 1     | -5    |
| Зенит (М)          | Итого            | Итого            | —    | —    | —     | —     | 1      | -5     | 1     | -5    |
| Крылья Советов (К) | 2 группа         | 1945             | 13   | 1    | 1     | 0     | —      | —      | 14    | 1     |
| Крылья Советов (К) | 1 группа         | 1946             | 15   | 1    | —     | —     | —      | —      | 15    | 1     |
| Крылья Советов (К) | Итого            | Итого            | 28   | 2    | 1     | 0     | —      | —      | 29    | 2     |
| Дзержинец          | 2 группа         | 1947             | 4    | 2    | —     | —     | —      | —      | 4     | 2     |
| Дзержинец          | Итого            | Итого            | 4    | 2    | —     | —     | —      | —      | 4     | 2     |
| Всего за карьеру   | Всего за карьеру | Всего за карьеру | 79   | 11   | 8     | 1     | 1      | -      | 88    | 12    |